# Dark Souls III
Dark Souls III (ダークソルIII, Dāku Souru Surī) é um jogo eletrônico do género RPG de ação, terceiro título da série Dark Souls. Desenvolvido pela FromSoftware e co-realizado por Hidetaka Miyazaki, o criador da série, e publicado pela Bandai Namco Games. Dark Souls III foi lançado para Microsoft Windows, PlayStation 4 e Xbox One no dia 24 de março de 2016 no Japão e 12 de abril de 2016 no resto do mundo. O jogo segue um personagem insensível em uma missão para impedir o fim do mundo. É jogado em uma perspectiva de terceira pessoa, e os jogadores têm acesso a várias armas, armaduras, magia e consumíveis que podem usar para lutar contra seus inimigos.
Dark Souls III recebeu aclamação por parte da critica especializada. Os elogios focarem-se sobretudo nos visuais e nas mecânicas de combate, fazendo lembrar o ritmo rápido de Bloodborne, o jogo anterior da FromSoftware. No site de análises agregadas Metacritic a versão Microsoft Windows conseguiu a pontuação de 90/100, o que indica “aclamação universal”.

## Jogabilidade

Imagem retirada de Dark Souls III, mostrando o jogador a lutar contra o primeiro chefe do jogo: Iudex Gundyr.

Dark Souls III é um jogo do gênero RPG de ação numa perspectiva de terceira pessoa, similar aos jogos anteriores da série. De acordo com o director Hidetaka Miyazaki, o desenho do jogo “é muito parecido com Dark Souls II”. Os jogadores tem uma grande variedade de armas como arcos, explosivos como bombas de fogo, espadas grandes e duplas, e escudos que repelem os ataques inimigos, protegendo o jogador. Em adição, os ataques podem ser evitados com o dodge-rolling. As fogueiras, que servem como ponto de controle intermediário, regressam para este jogo. As cinzas, de acordo com Miyazaki, têm um papel importante no jogo.
A Magia está incluída no jogo, assim como a barra de magia, similar a Demon's Souls. Cada ataque tem dois estilos diferentes: um é o padrão, enquanto que outro dá melhorias para o jogador, além de ser um pouco mais poderoso. Enquanto fazem milagres e feitiços, os pontos de magia dos jogadores são consumidos e começam a decrescer. Para voltar a enchê-los, os jogadores têm de consumir Ash Estus Flask; existem dois tipos de Estus Flasks: um enche pontos de magia e o outro pontos de vida. O combate e os movimentos são mais rápidos e fluidos que em Dark Souls II. Muitos dos movimentos do jogador, como andar para trás e balançar armas mais pesadas, podem ser feitos de uma maneira mais rápida, permitindo que os jogadores façam mais ações num espaço de tempo mais curto.
Por todo o jogo, os jogadores vão encontrar vários tipos de inimigos, com vários comportamentos diferentes. Alguns alteram o padrão de ataque durante os combates. Algumas características de combate são introduzidas em Dark Souls III, incluindo a Ready Stance, que são habilidades para os jogadores causarem muito mais dano aos inimigos que os ataques normais. São também introduzidas pequenas pedras incrustadas que além de servirem como lanternas, proporcionam um papel adicional no jogo. Dark Souls III foca-se mais no aspecto role-playing, na qual a construção da personagem é expandida e as armas são melhoradas para providenciar mais opções tácticas ao jogador. O jogo tem menos mapas que Dark Souls II, mas os níveis estão interligados e são maiores para encorajar a exploração. As estatísticas de adaptabilidade de Dark Souls II foram removidas.
Dark Souls III tem elementos para multijogador, tal como nos jogos anteriores da série.

## Desenvolvimento
O desenvolvimento do jogo começou em 2013, antes do lançamento de Dark Souls II, cuja produção estava a cargo de Tomohiro Shibuya e Yui Tanimura em vez do criador da série Hidetaka Miyazaki. O jogo foi produzido ao mesmo tempo que Bloodborne, mas por equipas diferentes. Miyazaki também dirige Dark Souls III, enquanto que Isamu Okano, o director de Steel Battalion: Heavy Armor, serve como co-director juntamente com Yui Tanimura. Apesar de Miyazaki originalmente acreditar que a série não teria muitas sequencias, Dark Souls III é o quinto capítulo da série Souls. Miyazaki referiu mais tarde que o jogo não será o último da série mas antes um “ponto de viragem”, tanto para a série como para o estúdio, visto que foi o último projecto da FromSoftware antes de Miyazaki se tornar o presidente da companhia. Várias imagens do jogo escaparam para a internet antes da sua revelação oficial na Electronic Entertainment Expo 2015. O jogo em acção foi depois mostrado durante a Gamescom 2015.

### Design
Miyazaki referiu que as limitações de Bloodborne fez com que desejasse voltar a Dark Souls. Segundo ele, os inimigos e os mapas no jogo foram desenhados para matar os jogadores. A introdução de Ready Stance foi inspirada em Legolas, um arqueiro de The Lord of the Rings. O design visual do jogo foca-se na “beleza morta”, com brasas e cinzas espalhadas por todo o mundo do jogo.

### Trilha sonora
A trilha sonora original do jogo foi escrita inicialmente pela compositora de Dark Souls II e Bloodborne, Yuka Kitamura, e interpretada pela Orquestra Filarmónica de Tóquio. Outras canções adicionais foram escritas pelo compositor de Dark Souls, Motoi Sakuraba, com um tema para cada chefe por Tsukasa Saitoh e Nobuyoshi Suzuki.

## Lançamento

Conteúdo da The Prestige Edition.

Dark Souls III foi lançado para Microsoft Windows, PlayStation 4 e Xbox One no Japão a 24 de março de 2016, e no resto do mundo a 12 de abril. Um teste de stress ao jogo foi realizado durante três dias no mês de outubro de 2015, permitindo que alguns jogadores escolhidos testassem as funcionalidades online antes do lançamento oficial.
Dark Souls III tem três edições especiais. As pré-reservas automaticamente melhoram o jogo para a Apocalypse Edition, com tem uma caixa especial e a trilha sonora original; a The Collector's Edition contém alguns objetos físicos como uma figura Red Knight, um livro de arte, um mapa e uma caixa; a The Prestige Edition tem todo o conteúdo da anterior, mas acrescenta ainda uma figura de Lord of Cinder em resina, formando assim um par com a de Red Knight.
Além do Season Pass, o jogo ganhou posteriormente duas DLCs com conteúdo adicional: Ashes of Ariandel e The Ringed City.

### Banda desenhada
Lançada em abril de 2016 e simplesmente intitulada Dark Souls, a banda desenhada oferece diferentes histórias dentro do universo da série ao invés de adaptar as histórias dos jogos. Foi escrita por George Mann (Doctor Who: The 8th Doctor) e desenhada por Alan Quah (Godzilla: Awakening). Dark Souls #1 tem cinco capas diferentes, incluindo duas desenhadas pelos artistas Joshua Cassara e Marco Turini.

## Recepção

### Análises
Dark Souls III recebeu aclamação universal por parte da critica, com os elogios a focarem-se sobretudo nos visuais e nas mecânicas de combate, fazendo lembrar o ritmo rápido de Bloodborne, o jogo anterior da FromSoftware.

### Vendas
No Japão a versão para PlayStation 4 de Dark Souls III estreou-se com mais de 210 mil unidades vendidas, atrás de Dragon Quest Monsters: Joker 3. No Reino Unido, estreou-se registando mais 61% de unidades vendidas comparativamente a Dark Souls II, que até à data era o jogo de maior sucesso da série.
Em maio de 2020, a FromSoftware anunciou que Dark Souls III vendeu até à data 10 milhões de unidades em todo o mundo.